# 小西哲哉
小西 哲哉（こにし てつや、1985年4月5日 - ）は、日本の経営者。宮城県生まれ、千葉県育ち。株式会社exiii design代表取締役。オープンソース義手「handiii」「HACKberry」のデザイン、アートディレクション等クリエイティブ全般を行う。現在ウェアラブル、ロボット、福祉機器など幅広いカテゴリーのプロダクトデザインを中心に、さまざまな領域のプロジェクトに取り組んでいる。

## 経歴
宮城県生まれ、千葉県育ち。千葉工業大学工学部デザイン科学科を卒業、千葉工業大学大学院工学研究科デザイン科学専攻修士課程を修了後、パナソニックデザイン部門にてビデオカメラ、ウェアラブルデバイスのデザインを担当。パナソニック退職後、2014年にexiiiを共同創業。
2015年には日常的に使用する筋電義手の実用モデルとするために開発を進めているプロダクト「HACKberry」をオープンソース化。exii hackberryは、GOOD DESIGN AWARD 2015 グッドデザイン金賞を受賞した。
また受賞歴としては、iF Design Gold Award、Good Design Award金賞等がある。
2018年に独立し株式会社exiii designを設立。現在ウェアラブル、ロボット、福祉機器など幅広いカテゴリーのプロダクトデザインを中心に、さまざまな領域のプロジェクトに取り組んでいる。また工業デザインを主軸とした多彩なプロダクト開発を行う株式会社RDSのデザインにも携わっている。同社代表であり、HERO X編集長の杉原行里と対話を重ねながら、さまざまなパーツを取り付けることで、ミニ四駆のように思い思いのカスタマイズが可能なカーボン車いす「RDS WF01」や、ハンドバイクに車いすを取り付けることで、サイクリングのように車いすを楽しむことができるコミュニケーションモビリティ「RDS hand bike」など、新しい競技や乗り物の楽しみ方が増えることを予感させるデザイン開発を手掛けている。

## 主な受賞歴
- ダイソンデザインアワード 国内準優勝/国際準優勝
- Gugen 2013 大賞[7]
- yahoo! プロトタイプコンテストグランプリ
- iF design award 2015 GOLD AWARD
- GOOD DESIGN AWARD 2015 BEST 100[4]
- GOOD DESIGN AWARD 2015 GOLD AWARD[4]
- 第18回文化庁メディア芸術祭 エンターテイメント部門優秀賞[8]
- JEC INNOVATION AWARDS PARIS 2016
- Prix Ars Electronica 2016 honorary mention
- JIDA DESIGN Museum Vol.18 selected
- JIDA DESIGN Museum Vol.19 selected
- maker faire shenzhen editors choice
- 2020年 A’ Design Award & CompetitionPLATINUM（RDSWF01）
- 2020年 A’ Design Award & CompetitionGOLD（RDSWF01TR）
- 2020年 A’ Design Award & CompetitionBRONZE（RDSSS01）

## 書籍
- MONOZUKURI NITENZERO (Japanese Edition) Format Kindle